# Ubaldo Biagetti
Ubaldo Biagetti (Genzano di Roma, 2 luglio 1958) è un ex calciatore italiano, di ruolo attaccante.

## Carriera
Dopo il debutto in Serie D con la Cynthia Genzano nel 1975, l'anno successivo viene acquistato dal Lecce. Non trovando spazio in prima squadra, viene girato un anno al Fasano in Serie D e nel 1978-1979 al Siracusa in Serie C2.
Nel 1979 torna a Lecce dove gioca per due anni in Serie B totalizzando 61 presenze e 6 gol. Nella stagione 1981-1982 vince il campionato di Serie C1 con il Campobasso e disputa un altro campionato di Serie B con i molisani l'anno seguente.
Negli anni successivi gioca in Serie C1 con Rimini e Ternana e chiude infine la carriera in Serie C2 tornando alla Cynthia Genzano. Nella stagione 1990-1991 passa al Frosinone diventando il capitano della rinascita del calcio frusinate.

## Palmarès

### Competizioni nazionali
- Campionato italiano Serie C: 1

Lecce: 1975-1976 (girone C)
- Coppa Italia Semiprofessionisti: 2

Lecce: 1975-1976
Siracusa: 1978-1979

### Competizioni internazionali
- Coppa Italo-Inglese Semiprofessionisti: 1

Lecce: 1976